# Milenia Fiedler
Milenia Daria Fiedler (ur. 20 grudnia 1966 w Łodzi) – polska montażystka filmowa. Doktor habilitowana sztuki filmowej, od 2020 rektor Państwowej Wyższej Szkoły Filmowej, Telewizyjnej i Teatralnej im. Leona Schillera w Łodzi.

## Życiorys
Ukończyła studia montażu na Wydziale Filmowym i Telewizyjnym Akademii Sztuk Scenicznych w Pradze. Jest również absolwentką Wydziału Montażu Filmowego FAMU w Pradze oraz członkinią Polskiej Akademii Filmowej i Europejskiej Akademii Filmowej (EFA).
W 2005 roku uzyskała stopień doktor sztuki filmowej, a w roku 2009 stopień doktora habilitowanego sztuki filmowej.
Współpracowała z takimi reżyserami jak Andrzej Wajda, Janusz Majewski, Wojciech Marczewski, Jerzy Stuhr czy Janusz Zaorski. Jedna z założycielek Polskiego Stowarzyszenia Montażystów PSM, którego była prezesem przez dwie kadencje. Była trzykrotnie nominowana do Polskiej Nagrody Filmowej za najlepszy montaż. Nagrodę Orła otrzymała za pracę przy produkcji Weiser. Również za ten film otrzymała nagrodę na Festiwalu Polskich Filmów Fabularnych.
W 2020 objęła funkcję rektora PWSFTviT w Łodzi.
Członkini Polskiego Stowarzyszenia Montażystów PSM. 30 maja 2025 ministra kultury i dziedzictwa narodowego Hanna Wróblewska powołała ją na członkinię Rady Programowo-Naukowej Filmoteki Narodowej – Instytutu Audiowizualnego.

## Wybrana filmografia
- 1997: Czas zdrady
- 1998: Poniedziałek
- 1999: Wrota Europy
- 2001: W pustyni i w puszczy
- 2001: Weiser
- 2002: Wtorek
- 2002: Rób swoje, ryzyko jest twoje
- 2004: Nigdy w życiu!
- 2004: Piekło niebo
- 2005: Lekarz drzew
- 2006: Po sezonie
- 2006: Samotność w sieci
- 2006: Tylko mnie kochaj
- 2007: Jutro idziemy do kina
- 2007: Katyń
- 2009: Tatarak
- 2010: Lincz
- 2010: Mała matura 1947
- 2011: Och, Karol 2
- 2012: Być jak Kazimierz Deyna
- 2013: Syberiada polska
- 2013: Wałęsa. Człowiek z nadziei
- 2014: Obywatel
- 2014: Wkręceni
- 2014: They Chased Me Through Arizona
- 2014: Obce ciało
- 2014: Nude area
- 2014: Na krawędzi 2 (serial TV)
- 2014: Letnie przesilenie
- 2015: Wkręceni 2
- 2015: Słaba płeć?
- 2015: Panie Dulskie
- 2015: Excentrycy, czyli po słonecznej stronie ulicy
- 2016: Zaćma
- 2016: Mały Jakub
- 2016: 7 rzeczy, których nie wiecie o facetach
- 2017: Stebuklas
- 2017: Czuwaj
- 2017: Człowiek z magicznym pudełkiem
- 2017: Beyond words
- 2017: Ach śpij kochanie
- 2018: Kiedy padają drzewa
- 2018: Kamerdyner
- 2018: Eter
- 2019: Sługi wojny
- 2019: Czarny mercedes
- 2020: Wyzwanie
- 2020: Magic Mountains
- 2021: Splendid isolation
- 2022: Liczba doskonała
- 2024: Skrzyżowanie
- 2024: Pani od polskiego

Źródło.

## Nagrody
Otrzymała indywidualne nagrody za montaż:
- 2018: Spiskowcy (spektakl telewizyjny) – Festiwal Teatru Polskiego Radia i Teatru Telewizji Polskiej „Dwa Teatry”
- 2018: Marszałek (spektakl telewizyjny) – Festiwal Teatru Polskiego Radia i Teatru Telewizji Polskiej „Dwa Teatry”
- 2016: Umbra – Women’s Independent Film Festival w Los Angeles
- 2013: Bezdech (spektakl telewizyjny) – Festiwal Teatru Polskiego Radia i Teatru Telewizji Polskiej „Dwa Teatry”
- 2010: W roli Boga (spektakl telewizyjny) – Festiwal Teatru Polskiego Radia i Teatru Telewizji Polskiej „Dwa Teatry”
- 2002: Weiser – Orzeł za najlepszy montaż
- 2001: Weiser – Festiwal Polskich Filmów Fabularnych
- 1997: Czas zdrady – Festiwal Polskich Filmów Fabularnych